# 소악마 머랭
『소악마 머랭 (일본어: こあくまメレンゲ 코아쿠마메렌게[*], (영어: koakumamerenge)』은 앗토의 일본의 만화 작품. 미디어 팩토리 발행 『월간 코믹 얼라이브』에서 연재됐다. 단행본은 전 1권.

## 개요
작자의 완결 작품. 한가로운 분위기가 특징인 학원 개그 만화. 제1화부터 제4화까지는 4컷 만화 형식, 제5화 이후는 만화 형식으로 그려지고 있다. 2014년에 작가 후기를 추가했다는 "신장판"이 출판됐다.

## 줄거리
지극히 평범한 고등 학생인 쿠도우 하루카가 다니는 학교 친구의 미야우치 히카게와 학교를 가면 학교 위에 마왕성이 떠돌고 있었다. 갑자기 지상에 모습을 드러낸 악마 루체는 자신을 마왕의 딸이라고 밝힌 세계 정복을 이룩해 세계를 공포에 채우겠다고 선언했다. 그러나 세계 정복은 진척되지 않고 루체는 점차 봄바람이나 걸리는 것과 친해지고 인간에 대한 이해를 다진다.

## 등장인물
루체 (일본어: ルーチェ) 
마왕의 딸로 악마. 머리는 트윈테일로 하는 경우가 많다. 마왕의 딸이라는 것에 긍지를 가진 주위 사람을 겁주려 하지만 생각 나는 방법이 "남의 집에 낙서를 한다"등 모두 유치함 때문에 잘 안 된다. 하는 일마다가 빗맞은 재능의 소유자. 툭하면 잘 울고, 소꿉 장난을 좋아하거나 어린 면이 많다. 인간계를 거의 모르고 우산이나 TV의 존재를 알게 힘들게 놀랄 만큼. 교활한 여동생에 대해서 꼼짝 않고 잘 괴롭힘 당하고 있다.『논논비요리 (일본어: のんのんびより)』 2권 수록의 본작 번외편에서는 소리 없이 천사로 등장(패러렐 설정으로 해설되고 있다). 성격은 천사답게 솔직하고 일견 착하게 되어 있는데 상기의 화근의 재능 때문인지 선을 이룸으로써 결과적으로(악의 없는) 나쁜 일에 손을 내밀고 있다.
쿠도우 하루카 (일본어: 久遠春風) 
루체의 동급생. 머리는 긴 머리 로 큰 2개 아호게 이 특징. 온화하고 여자 다운 성격. 머리핀과 머리띠를 많이 가지고 있다. 걸리는 것과 룸 쉐어 하고 있어 집안 일이나 쇼핑을 담당하고 있다. 루체에 대한 작은 아이를 어르듯이 접할 많다. 갖고 있는 인형에 이름과 상세한 설정을 달아, 인형 놀이에 대해서 진지하다.작가별 작품 『논논비요리』 애니메이션판 제9화에서 하루카를 확인할 수 있다. 또 애니메이션판 제2기 제7회에는 도쿄 타워에서 히카게와 찍은 사진에 함께 비추고 있다.
미야우치 히카게 (일본어: 宮内ひかげ) 
성우 - 후쿠엔 미사토
루체의 동급생. 기본적으로 반쯤 뜬 눈. 사물을 냉정히 판단하는 성격에서 요즘 빠져역. 걸즈 토크 등 여자 다운 것이 서툴다. 하루카와 룸 쉐어 하고 있지만 집안 일은 안 하고 만화책을 읽거나 TV 게임을 하는 경우가 많다. 루체를 괴롭히고 즐기는 게 많아서 때문인지 피코이란 마음이 맞다. 부끄러운 대사가 서툴러서 누군가가 부끄러운 대사를 말하면 가방이나 책에서 얼굴을 숨기다.『논논비요리』의 미야우치 카즈호·미야우치 렌게와는 자매이다(히카게가 차녀), 그녀 자신도 주요 캐릭터로 등장한다.
피코 (일본어: ピコ) 
루체 동생. 언니 생각을 「언니 님(일본어: おねえ さま)」라고 부르는 등 사행이 잘 발음이 어렵다. 어린 눈에 반하여 꽤 기학적 성격으로 누나의 루체과는 정반대로 악마 같은 악마. 인간계에 온 당초는 루체와 함께 세계 정복을 할 생각으로 있었지만, 악마로서의 재능 없는 언니를 버릴, 이후 자신과 측근만으로 세계 정복을 수행한다.
악마 영감 (일본어: 悪魔爺や) 
피코가 모시는 집사. 오랫동안 피코가 모셔 왔지만 자주 엉뚱한 요구를 하는 피코에 익숙해질 수 없다. 피코의 기학성. 희생자가 되는 경우가 많고 피코에 대한 불만도 많은 모습. 악마 파출부가 힘차게 던질 것으로 음속을 넘어설 수 있다. 취미는 분재.
악마 메이드 (일본어: 悪魔メイド) 
피코가 모시는 메이드. 갈색 피부에 은발. 머리는 단발. 악마 영감과 마찬가지로 피코를 두려워하는 것, 주로 악마 영감이 희생되므로 실제로 피코에서 피해를 받는 것은 별로 없다. 포커 페이스. 취미는 혼자서 가위바위보.

### 토코토코(とことこ)
논논비요리 배경이 되는 만화
이시카와 호노카 (일본어: 石川 ほのか) 
성우 - 타카가키 아야히
주인공. 초등학교 5학년으로 만 11세. 봄에 부모님의 해외 출장으로 사촌(아라가키 린(일본어: あらがき りん)(10), 아라가키 칸나(일본어: あらがき かんな)(23))네 집에서 살게 되었다. 후속작인 논논비요리에서(원작 17화, 110화/애니메이션 4화) 단역으로 나온다. 다만 후속작에서는 초1(만 7세)로 나오며, 여기서의 배경이 논논비요리의 4년 후라고 한다.

## 용어 해설
마계 (일본어: 魔界 )
마왕이 총괄하는 악마가 사는 세계. 비가 전혀 안 온다. 드래곤과 쌍두의 개가 살고 있다.
악마 (일본어: 悪魔 )
과거 지상에서 살다가 인간의 무기로 사는 곳을 뺏기고 현재는 마계에서 살고 있는 종족. 뾰족한 귀과 탈착 가능한 박쥐 같은 날개를 갖는다.
드레곤 (일본어: ドラゴン )
마계에 사는 생물. 머리를 쓰다듬과 불을 불어서 마계에서는 불을 붙이는데 이용되고 있다.

## 단행본
- 제 전 1권2009년4월 23일발매 ISBN 978-4-8401-2549-9
  - 신장판 전 1권2014년1월 23일발매 ISBN 978-4-04-066251-0
    - "소악마 머랭"(제1화부터 제10화 및 최종회) 단편 "토코토코(일본어: とことこ)"녹화